# Clare Collins
Pour les articles homonymes, voir Collins.
Clare Elizabeth Collins est une diététicienne australienne qui est professeure de nutrition et de diététique à l'Université de Newcastle. Elle est directrice de la recherche à l'École des sciences de la santé et directrice adjointe du Centre de recherche prioritaire. Elle a reçu le prix 2017 de chercheur de l'année de l'Institut de recherche médicale Hunter (en) et est membre de Dietitians Australia.

## Formation
Clare est née et a grandi à Brisbane, Queensland. Ses premières études se sont déroulées à St Pie X Salisbury, puis à Our Lady's Annerley. Collins a étudié la diététique à l'Université Griffith et a obtenu son diplôme en 1981. Elle a rejoint l'Université de Sydney pour ses études supérieures, obtenant un diplôme de troisième cycle en nutrition en 1982. Elle a travaillé dans l'équipe de fibrose kystique pédiatrique de l'hôpital pour enfants John Hunter (en) , ce qui a suscité son intérêt pour la recherche clinique . Elle a déménagé à l'Université de Newcastle pour ses études de doctorat et a obtenu un doctorat en 1999. Sa thèse de doctorat portait sur l'appétit des jeunes atteints de mucoviscidose. Après avoir terminé son doctorat, Collins a été nommée chercheuse en nutrition à l' Université de Newcastle,,.

## Recherche et carrière
Collins travaille sur de nouvelles technologies pour surveiller l'apport alimentaire. En 2009, elle a été nommée chef d'équipe pour la révision des directives diététiques australiennes du National Health and Medical Research Council (NHMRC). En 2012, elle a créé le quiz sur l'alimentation saine, qui a fourni des commentaires en temps réel à des milliers d'Australiens. Elle a reçu le prix du président de la Dietitians Association of Australia (maintenant Dietitians Australia) pour son utilisation innovante de la technologie. En 2014, elle a reçu le prix du vice-chancelier de l'Université de Newcastle pour l'excellence en supervision. Elle a travaillé avec la National Heart Foundation of Australia (en) pour évaluer les habitudes alimentaires et la santé cardiaque. Elle a préparé un rapport sur les habitudes alimentaires et les résultats des maladies cardiovasculaires qui examine le lien entre l'apport alimentaire et les maladies cardiovasculaires. Elle a découvert que le régime DASH était le plus bénéfique pour réduire les maladies cardiovasculaires et les facteurs de risque associés,.
Collins travaille avec le Baylor College of Medicine sur le développement de programmes Web, de consultations vidéo et de jeux sur le thème de la santé,. Collins a reçu une subvention de 1,7 million de dollars de la Fondation Bill-et-Melinda-Gates en 2017. Elle étudie les technologies de capteur d'image vocale pour l'évaluation diététique individuelle (VISIDA), qui évaluent l'apport alimentaire et nutritionnel des personnes dans le monde en développement. Il intégrera une application pour smartphone et des capteurs portables.
Elle a contribué au The New Zealand Herald et à la chaîne de télévision australienne SBS (en) et apparaît régulièrement sur la BBC et ABC News,,,,. Elle est membre et porte-parole de Dietitians Australia et siège au conseil de la Australia and New Zealand Obesity Society,.

## Prix et distinctions
Collins a été nommée chercheur de l'année du Hunter Medical Research Institute (HMRI) en 2017. Elle a été élue membre de l'Académie australienne des sciences de la santé et de la médecine en 2019 et membre de la Royal Society of New South Wales en 2020.

## Publications (sélection)
- (en) Dana Lee Olstad et Clare Collins, « Smaller dishware to reduce energy intake: fact or fiction? », International Journal of Behavioral Nutrition and Physical Activity, BMC et Springer Science+Business Media, vol. 16, no 1,‎ 28 août 2019, p. 73 (ISSN 1479-5868, OCLC 54464493, PMID 31455333, PMCID 6712639, DOI 10.1186/S12966-019-0831-4).
- (en) Adrienne Tham, Tamarah E Katz, Rosie E Sutherland, Millie Garg, Victoria Liu, Chai Wei Tong, Rebecca Brunner, Justine Quintano, Clare Collins et Chee Y Ooi, « Micronutrient intake in children with cystic fibrosis in Sydney, Australia », Journal of Cystic Fibrosis, Elsevier, vol. 19, no 1,‎ 14 septembre 2019, p. 146-152 (ISSN 1569-1993 et 1873-5010, PMID 31530443, DOI 10.1016/J.JCF.2019.08.028).
- (en) Jens U. Ruggeberg, Clare Collins, Paul Clarke, Nik Johnson, Ruchi Sinha, Neil Everest, John Chang, Elaine Stanford, Paul Balmer, Ray Borrow, Sarah Martin, Michael J. Robinson, E Richard Moxon, Andrew J. Pollard et Paul T. Heath, « Immunogenicity and induction of immunological memory of the heptavalent pneumococcal conjugate vaccine in preterm UK infants », Vaccine, Elsevier, vol. 25, no 2,‎ janvier 2007, p. 264-271 (ISSN 0264-410X, 1873-2518 et 2590-1362, PMID 17070968, DOI 10.1016/J.VACCINE.2006.07.036).